# ناحیه کوسگ
ناحیهٔ کوسگ (به مجاری:  Kőszegi járás) یک ناحیه در مجارستان است که در واش واقع شده‌است. ناحیهٔ کوسگ ۲۸۶٫۴۵ کیلومتر مربع مساحت و ۲۵٬۰۹۰ نفر جمعیت دارد.